# Сефа Їлмаз
Сефа Їлмаз (тур. і нім. Sefa Yılmaz, нар. 14 лютого 1990, Берлін) — турецький футболіст, півзахисник клубу «Болуспор» та національної збірної Туреччини.

## Клубна кар'єра
Народився 14 лютого 1990 року в місті Берлін. Вихованець футбольної школи «Вольфсбурга».
У дорослому футболі дебютував 2008 року виступами за другу команду «Вольфсбурга» у четвертому за рівнем дивізіоні Німеччини, в якому провів два сезони, взявши участь у 52 матчах чемпіонату. Більшість часу, проведеного у складі команди, був основним гравцем команди.
Своєю грою привернув увагу представників тренерського штабу «Дуйсбурга» з Другої Бундесліги, до складу якого приєднався влітку 2010 року. Відіграв за дуйсбурзький клуб наступний сезон своєї ігрової кар'єри і також здебільшого виходив на поле в основному складі команди.
Влітку 2011 року уклав контракт з турецьким «Кайсеріспором», у складі якого провів наступні три роки своєї кар'єри гравця, поки команда за підсумками сезону 2013/14 не покинула елітний дивізіон.
До складу клубу «Трабзонспор» приєднався влітку 2014 року. Відтоді встиг відіграти за команду з Трабзона 3 матчі в національному чемпіонаті.

## Виступи за збірну
28 травня 2013 року дебютував в офіційних матчах у складі національної збірної Туреччини в товариській грі проти збірної Латвії (3:3). Наразі провів у формі головної команди країни 2 матчі.

## Титули і досягнення
- Володар Кубка Туреччини (1):

«Сівасспор»: 2021-22